# Knivmyrtjärnarna (Lycksele socken, Lappland, 718626-165176)
Knivmyrtjärnarna är en sjö i Lycksele kommun i Lappland och ingår i Umeälvens huvudavrinningsområde. Sjön har en area på 0,0798 kvadratkilometer och ligger 232,4 meter över havet. Knivmyrtjärnarna ligger i Vindelälven Natura 2000-område.

## Delavrinningsområde
Knivmyrtjärnarna ingår i det delavrinningsområde (718665-165017) som SMHI kallar för Utloppet av Åträsket. Medelhöjden är 254 meter över havet och ytan är 13,15 kvadratkilometer. Räknas de 12 avrinningsområdena uppströms in blir den ackumulerade arean 159,26 kvadratkilometer. Sikbäcken som avvattnar avrinningsområdet har biflödesordning 3, vilket innebär att vattnet flödar genom totalt 3 vattendrag innan det når havet efter 175 kilometer. Avrinningsområdet består mestadels av skog (80 procent) och sankmarker (10 procent). Avrinningsområdet har 1,1 kvadratkilometer vattenytor vilket ger det en sjöprocent på 8,4 procent.